# The Massacre
The Massacre (с англ. — «Резня») — второй студийный альбом американского рэпера 50 Cent, выпущенный 3 марта 2005 года на лейблах Shady Records и Aftermath Entertainment под дистрибуцией Interscope Records в США. Альбом был выпущен на 5 дней раньше предполагаемой даты релиза из-за утечки в интернет. Дебютировал на первом месте в Billboard 200, продав около 1,55 млн копий в первую неделю. После выхода альбом получил в целом положительные оценки от большинства музыкальных критиков. Номинировался на премию «Грэмми» как «Лучший рэп-альбом», но в итоге на 48-й церемонии «Грэмми» проиграл альбому Канье Уэста Late Registration. Также альбом был номинирован на премию American Music Awards 2005, где одержал победу в категории «Лучший рэп/хип-хоп-альбом».

## Выпуск
6 сентября 2005 года было выпущено DVD-издание с клипами на каждую песню из альбома. Перевыпуск также включал трейлер фильма «Разбогатей или сдохни», но не содержал ремикс на песню Hate It or Love It совместно с G-Unit и Game из-за начавшейся вражды между Кёртисом и Джейсоном Тейлором. Вместо этого трека издание содержало клип на песню Outta Control, записанный совместно с Mobb Deep, которая впоследствии появилась в альбоме Blood Money. Этот диск помог повторно подняться альбому на позицию № 2 в США.
Пластинка также была выпущена в цензурной версии из-за того, альбом содержит сцены насилия и пропаганды наркотиков. Цензуре подвергся и предыдущий альбом 50 Cent — Get Rich or Die Tryin’.

## Коммерческий успех
Альбом был продан в количестве 1,55 млн копий за первую неделю после выпуска, что сделало это шестым в списке самых быстропродающихся альбомов того времени, как SoundScan начал отслеживать данные о сбыте в 1991 году. Среди хип-хоп-альбомов пластинка уступает только альбому The Marshall Mathers LP, который выпустил Eminem в 2000 году. Этот альбом был продан в размере более чем 1,79 копии за первую неделю продаж. The Massacre получил двойную платину от Американской ассоциации звукозаписывающих компаний меньше, чем через месяц, и стал вторым альбомом по объёму продаж в США в 2005 году с цифрой в 4,85 миллионов копий, уступив только альбому Мэрайи Кэри The Emancipation of Mimi. В Германии альбом является самым продаваемым из всех работ 50 Cent с цифрой в более чем 200 000 проданных копий. 24 февраля 2020 года альбом получил 6-кратную платину от RIAA.

## Отзывы критиков
После выпуска альбом получил положительные обзоры от большинства музыкальных критиков, получив совокупную оценку 66/100 от Metacritic. Журнал Vibe дал «Резне» 3 балла из 5. Альбом номинировался на премию «Грэмми» в 2006 году как «Лучший рэп-альбом», в итоге проиграв альбому Канье Уэста Late Registration. Также стал десятым альбомом года по версии журнала Rolling Stone.

## Список композиций
Все песни написаны в соавторстве с 50 Cent.
| №   | Название                                  | Автор(ы)                                                                                  | Продюсер(ы)                                           | Длительность |
| --- | ----------------------------------------- | ----------------------------------------------------------------------------------------- | ----------------------------------------------------- | ------------ |
| 1.  | «Intro»                                   |                                                                                           |                                                       | 0:41         |
| 2.  | «In My Hood»                              | Luis Resto, T. Crawford, P. Pitts, Marshall Mathers                                       | C. Styles, Bang Out, Eminem (add.), Luis Resto (add.) | 3:51         |
| 3.  | «This Is 50»                              | R. Smith, Michael Clervoix                                                                | Black Jeruz, Sha Money XL                             | 3:04         |
| 4.  | «I'm Supposed to Die Tonight»             | Resto, Steve King, Mathers                                                                | Eminem, Luis Resto (add.)                             | 3:51         |
| 5.  | «Piggy Bank»                              | K. Cain,                                                                                  | Needlz                                                | 4:15         |
| 6.  | «Gatman and Robbin'» (при участии Eminem) | Jeff Bass, Resto, Mark Bass, Neal Hefti, Mathers                                          | Eminem, Jeff & Mark Bass (add.)                       | 3:46         |
| 7.  | «Candy Shop» (при участии Olivia)         | Scott Storch                                                                              | Scott Storch                                          | 3:29         |
| 8.  | «Outta Control»                           | Andre Young, Mike Elizondo, Mark Batson, Albert Johnson, Kejuan Muchita, Christopher Pope | Dr. Dre, Mike Elizondo                                | 3:21         |
| 9.  | «Get in My Car»                           | T. Cotrell                                                                                | Hi-Tek                                                | 4:05         |
| 10. | «Ski Mask Way»                            | Raymond Tyson, Bunny Sigler, Resto, Mathers, Dave "Disco D" Shayman                       | Disco D, Eminem (add.), Luis Resto (add.)             | 3:05         |
| 11. | «A Baltimore Love Thing»                  | Q. Staples, Norma Toney                                                                   | Cue Beats                                             | 4:17         |
| 12. | «Ryder Music»                             | Cotrell                                                                                   | Hi-Tek                                                | 3:51         |
| 13. | «Disco Inferno»                           | Crawford, Pitts                                                                           | C. Styles, Bang Out                                   | 3:34         |
| 14. | «Just a Lil Bit»                          | Storch                                                                                    | Scott Storch                                          | 3:57         |
| 15. | «Gunz Come Out»                           | Young, Elizondo                                                                           | Dr. Dre, Mike Elizondo                                | 4:24         |
| 16. | «My Toy Soldier» (при участии Tony Yayo)  | Resto, Steve King, Marvin Bernard, Mathers                                                | Eminem, Luis Resto (add.)                             | 3:44         |
| 17. | «Position of Power»                       | Jonathan Rotem                                                                            | J. R. Rotem                                           | 3:12         |
| 18. | «Build You Up» (при участии Jamie Foxx)   | Scott Storch                                                                              | Scott Storch                                          | 2:55         |
| 19. | «God Gave Me Style»                       | Cain, Leonard Caston, Jr., Tom McFadden                                                   | Needlz                                                | 3:01         |
| 20. | «So Amazing» (при участии Olivia)         | Rotem, J. Lopez                                                                           | J. R. Rotem                                           | 3:16         |
| 21. | «I Don't Need 'Em»                        | Anthony Best                                                                              | Buckwild                                              | 3:20         |

| №   | Название                                                                                    | Продюсер(ы) | Длительность |
| --- | ------------------------------------------------------------------------------------------- | ----------- | ------------ |
| 22. | «Hate It or Love It (G-Unit Remix)» (при участии Game, Tony Yayo, Young Buck & Lloyd Banks) | Cool & Dre  |              |

| №   | Название                           | Продюсер(ы)      | Длительность |
| --- | ---------------------------------- | ---------------- | ------------ |
| 22. | «Window Shopper»                   | C. Styles & Sire |              |
| 23. | «Best Friend» (при участии Olivia) | Hi-Tek           |              |

Список композиций, семплы которых были использованы
- «Intro» содержит элементы из «What Up Gangsta» в исполнении 50 Cent.
- «I’m Supposed to Die Tonight» содержит вокальные семплы Spectrasonics' «Vocal Planet».
- «Gatman and Robbin'» содержит воспроизвести элементы из «Batman Theme».
- «Candy Shop» содержится пример «Love Break» в исполнении The Salsoul Orchestra (нет в титрах).
- «Ski Mask Way» содержит элементы из «What Am I Waiting For» в исполнении The O'Jays и другие элементы из «Cell Therapy» в исполнении Goodie Mob.
- «A Baltimore Love Thing» содержит элементы из «I’ll Be Waiting There For You» в исполнении The Dells.
- «God Gave Me Style» содержит элементы из «Each Day I Cry A Little» в исполнении Eddie Kendricks.
- «I Don’t Need 'Em» содержит элементы из «Nobody Knows» в исполнении S.C.L.C..

Дополнительные примечания
- DVD включает видеоклип на каждую песню, плюс два трейлера: к игре «50 Cent: Bulletproof» и фильму «Разбогатей или умри».
- Ремикс песни «Hate It or Love It» удалён из DVD-издания перевыпуска из-за вражды между 50 Cent и Game.
- «Outta Control» заменён ремиксом с Mobb Deep, который служат четвёртым синглом в повторно выпущенном издании.

## Позиции в чартах
| Чарт (2005)                     | Высшая позиция |
| ------------------------------- | -------------- |
| Australian Albums Chart         | 2              |
| Austrian Albums Chart           | 2              |
| Belgian Flanders Albums Chart   | 3              |
| Belgian Wallonia Albums Chart   | 9              |
| Canadian Albums Chart           | 1              |
| Danish Albums Chart             | 8              |
| Dutch Albums Chart              | 2              |
| Finnish Albums Chart            | 7              |
| French Albums Chart             | 3              |
| Hungarian Albums Chart          | 11             |
| Italian Albums Chart            | 13             |
| New Zealand Albums Chart        | 1              |
| Norwegian Albums Chart          | 3              |
| Portuguese Albums Chart         | 5              |
| Spanish Albums Chart            | 32             |
| Swedish Albums Chart            | 10             |
| Swiss Albums Chart              | 2              |
| UK Albums Chart                 | 1              |
| US Billboard 200                | 1              |
| US Billboard R&B/Hip-Hop Albums | 1              |
| US Billboard Rap Albums         | 1              |